# Freddie Goodwin
Frederick "Freddie" Goodwin, född 28 juni 1933 i Heywood, Lancashire, England, död 19 februari 2016 i Gig Harbor i Washington i USA, var en engelsk professionell fotbollsspelare och manager. 
Goodwin startade sin fotbollskarriär i Manchester United
och fortsatte sedan som framgångsrik mittback i Leeds United. Totalt spelade han 221 ligamatcher och gjorde 10 mål mellan 1953 och 1966. Han fortsatte därefter som manager i bland andra Brighton & Hove Albion, Birmingham City och Minnesota Kicks.